# Moissanit
Moissanite (SiC) (tiếng Anh: Moissanite) là khoáng vật Silicon Carbide hoặc Carborundum, so với kim cương thiên nhiên có độ cứng (9,5), tỷ trọng xấp xỉ (3,21) và chiết suất cũng xấp xỉ (2,65-2,69). Đặc biệt, độ dẫn nhiệt hoàn tương tự kim cương, vì vậy dùng bút thử kim cương trên cơ sở độ dẫn nhiệt thì hoàn toàn vô tác dụng. Moissanite được chế tác với nhiều kích thước khác nhau và là sự đánh đố trong thương trường mua bán kim cương hiện nay, và giá chỉ bằng 1/10-1/15 so với kim cương thiên nhiên.

## Thông tin chung
Moissanite đã được Henri Moissan phát hiện khi ông kiểm tra các mẫu đá từ một miệng thiên thạch ở Canyon Diablo, Arizona năm 1893. Lúc đầu ông xác định nhầm đó là kim cương nhưng năm 1904 thì ông đã xác định tinh thể này là một loại khoáng chất mới và gọi tên nó là cácbit xilic (SiC). Khoáng vật này sau này đã được đặt tên moissanite để tưởng nhớ Moissan.
Cho đến thập niên 1950, không có nguồn nào khác ngoài các thiên thạch là nơi tìm thấy loại khoáng chất này. Sau này người ta đã phát hiện loại đá này ở dạng kimberlit trong một mỏ kim cương tại Yakutia vào năm 1959, và tại Green River Formation tại Wyoming vào năm 1958. Việc phát hiện ra khoáng vật này trong một thiên thạch ở Canyon Diablo và những nơi khác đã không được thừa nhận trong một thời gian dài là một chất bị nhiễm carborundum từ các công cụ mài mòn của con người. Thậm chí nhà địa chất học người Mỹ Charles Milton vào năm 1986 còn nghi vấn về sự hiện diện của moissanite trong tự nhiên.
So sánh vài thông số kỹ thuật giữa Moissanite và Kim cương
• Sự tán sắc: Sự tán sắc ánh sáng của Moissanite phụ thuộc vào chiết suất kép
• Màu sắc: Moissanite có màu phớt vàng và cấp màu tốt nhất không vượt qua cấp "J".
• Mức độ rạn nứt: Moissanite hầu như ít rạn nứt hơn kim cương.
• Về sự khúc xạ: Moissanite có chiết suất kép, còn kim cương có chiết suất đơn.
• Chỉ số chiết suất: Moissanite có chỉ số là 2.670, Chỉ số của kim cương là 2.417.

## Trên thị trường

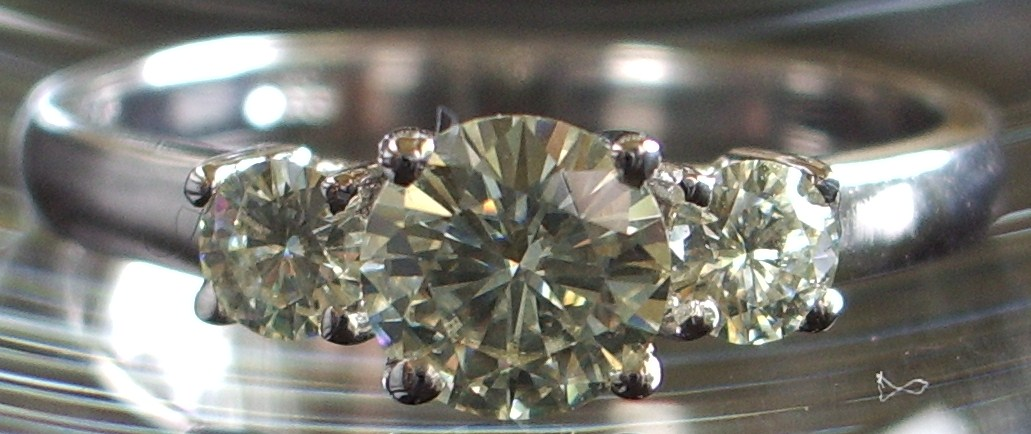
Một nhẫn trang sức có đính đá Moissanit đã được tinh chế và mài dũa

Do sự hiếm có của moissanite trong tự nhiên nên nó không được sử dụng rộng rãi trong thương mại. Nhưng silicon carbide được sản xuất nhân tạo với số lượng lớn silic và carbon, như một chất Carborund, được sử dụng trong khâu mài mòn những vật khác, nhưng cũng được sử dụng như một chất cách điện bằng gốm và do tính chất bán dẫn của nó, còn được dùng cho diode phát ánh sáng, bóng bán dẫn và điện trở (Varistor).
Tinh thể Moissanite với độ tinh khiết cao có thể được sử dụng trong ngành công nghiệp hàng trang sức, như là "kim cương giả" (tương tự như đá Zirconia). Moissanite có độ cứng thấp hơn so với kim cương, nhưng chịu nhiệt trong không khí ổn định lại tốt hơn (lên đến 1127 °C, kim cương chỉ ở 837 °C) và chi phí sản xuất rẻ hơn đáng kể .